# Victoria (Fernsehserie)
Victoria ist eine britische Historienserie, geschrieben von Daisy Goodwin. Die Serie wurde im September 2015 angekündigt, als sich Jenna Coleman entschloss, Doctor Who zu verlassen, um ihre Rolle als Königin Victoria anzunehmen.
Die achtteilige erste Staffel von Victoria wurde vom 28. August bis zum 9. Oktober 2016 auf ITV gezeigt. Die zweite Staffel lief im Vereinigten Königreich vom 27. August bis zum 15. Oktober 2017. Dazu gab es am 25. Dezember 2017 ein Weihnachtsspecial. Eine dritte Staffel wurde im Dezember 2017 angekündigt und ab dem 13. Januar 2019 wöchentlich ausgestrahlt. In Deutschland wurde die erste Staffel an Weihnachten 2016 im Pay-TV bei Sky 1 ausgestrahlt, Staffel zwei wurde vom 25. bis zum 29. Dezember 2017 gezeigt. 2024 zeigte ONE alle 25 Folgen.

## Handlung
Die erste Staffel schildert die ersten Jahre der Regierung von Königin Victoria von ihrer Krönung im Alter von 18 Jahren über ihre intensive Freundschaft zu Lord Melbourne und ihre Hochzeit mit Prinz Albert bis zur Geburt ihrer ersten Tochter Victoria.
Die zweite Staffel beschäftigt sich mit Victorias Anstrengung, ihre Rolle als Königin, Ehefrau und Mutter zu meistern.
Die dritte Staffel beschäftigt sich mit Eheschwierigkeiten von Victoria und Albert sowie mit dem Verhältnis Victorias zu ihrer Schwester Feodora und dem Außenminister Lord Palmerston. Abschluss der Staffel bildet die von Prinz Albert organisierte Weltausstellung von 1851 in London.

## Besetzung und Synchronisation

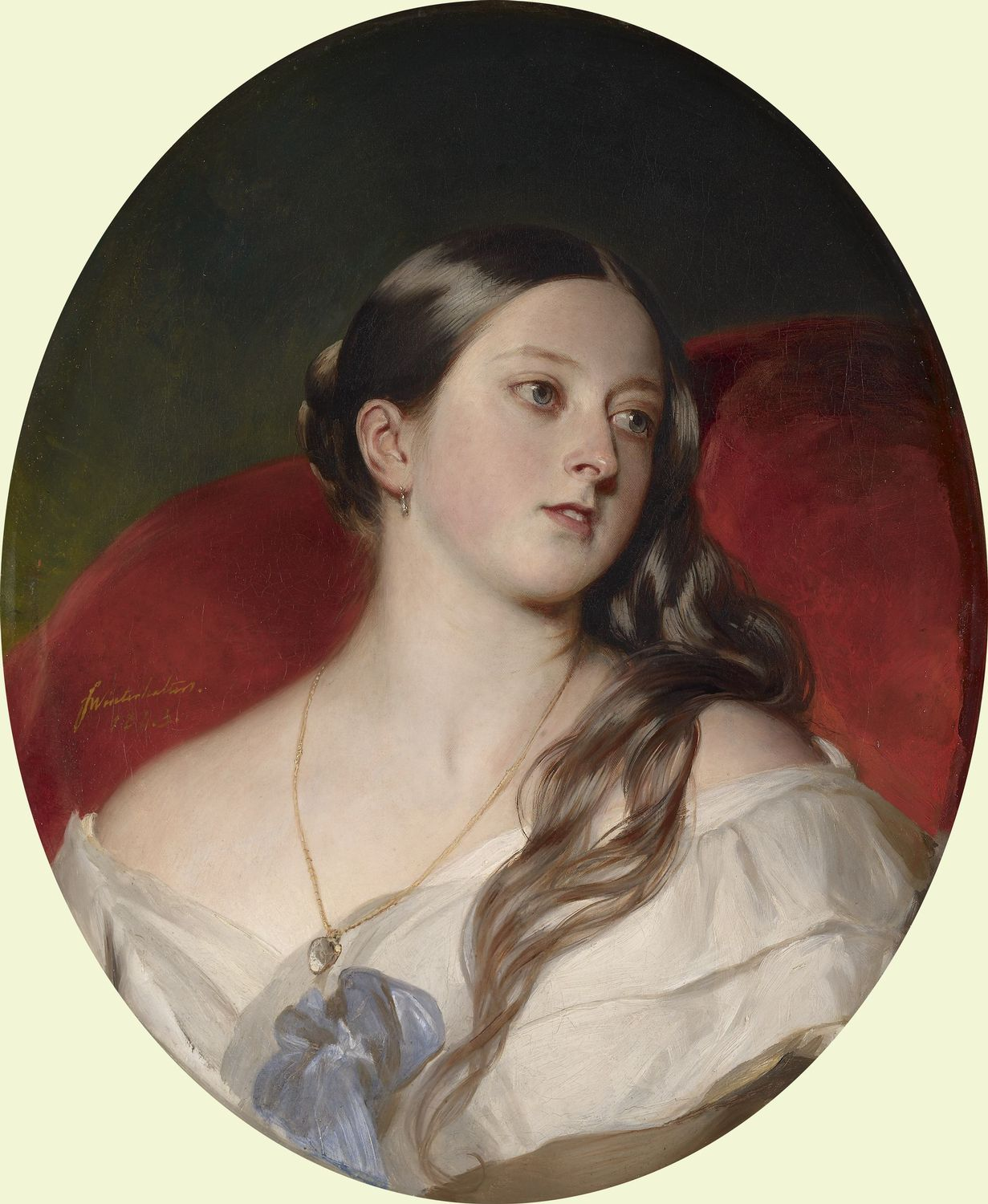
Königin Victoria (1843)

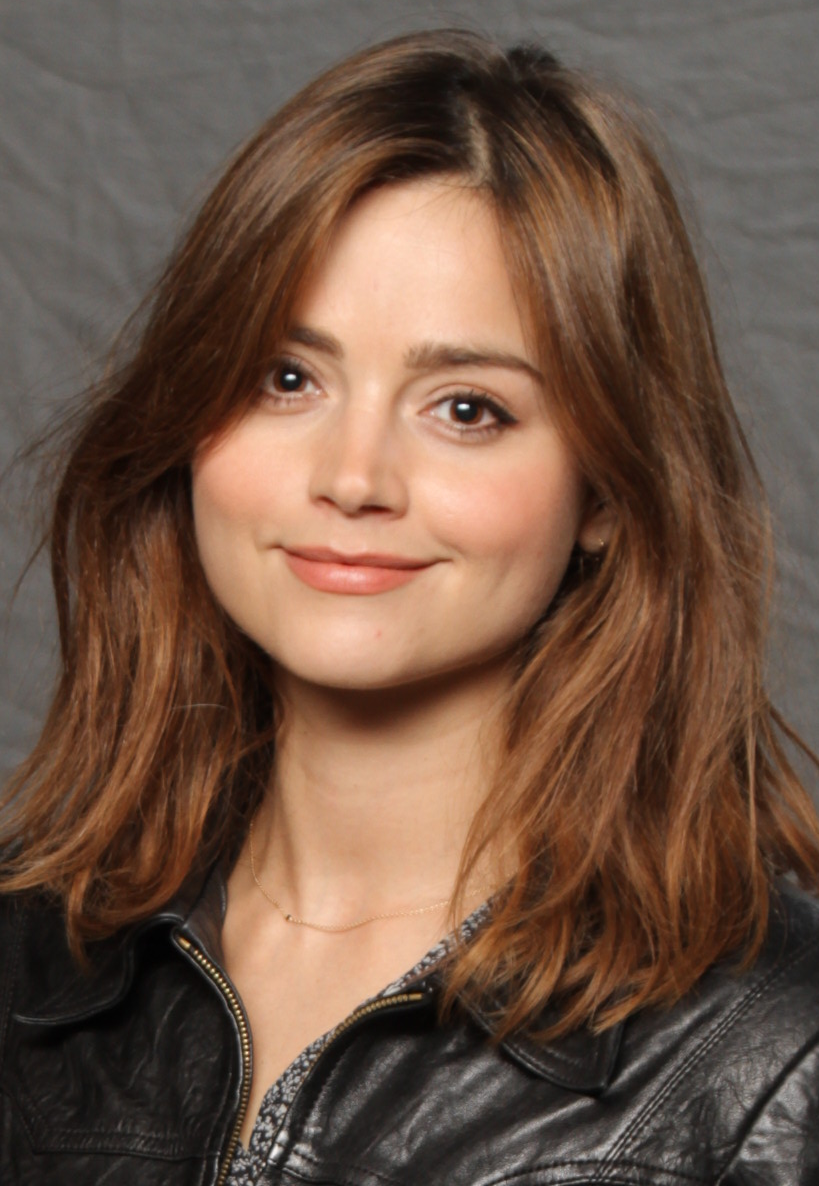
Jenna Coleman (2016)

Die deutsche Synchronisation entsteht nach einem Dialogbuch von Joachim Kunzendorf und unter der Dialogregie von Gerd Naumann durch die Synchronfirma Interopa Film.
| Figur                                           | Darsteller         | Deutscher Sprecher                                   |
| ----------------------------------------------- | ------------------ | ---------------------------------------------------- |
| Königin Victoria                                | Jenna Coleman      | Luisa Wietzorek                                      |
| Lord Melbourne                                  | Rufus Sewell       | Achim Buch                                           |
| Sir John Conroy                                 | Paul Rhys          | Bernd Vollbrecht                                     |
| Herzogin von Kent                               | Catherine Flemming | Catherine Flemming                                   |
| Zofe Eliza Skerret                              | Nell Hudson        | Tanya Kahana                                         |
| Penge                                           | Adrian Schiller    | Robert Missler (Staffel 1) Lutz Harder (Staffel 2–3) |
| Baroness Lehzen                                 | Daniela Holtz      | Daniela Holtz                                        |
| Leopold I., König der Belgier                   | Alex Jennings      | Bodo Wolf                                            |
| Herzog von Cumberland                           | Peter Firth        | Christian Rode                                       |
| Herzogin von Cumberland                         | Nichola McAuliffe  | Margrit Straßburger                                  |
| Mrs. Jenkins                                    | Eve Myles          | Ilka Teichmüller                                     |
| Lady Emma Portman                               | Anna Wilson-Jones  | Ulrike Stürzbecher                                   |
| Charles Elmé Francatelli                        | Ferdinand Kingsley | Tobias Nath                                          |
| Sir Robert Peel                                 | Nigel Lindsay      | Erich Räuker                                         |
| Archibald Brodie                                | Tommy Knight       | Christian Zeiger                                     |
| Harriet, Herzogin von Sutherland                | Margaret Clunie    | Sandrine Mittelstädt                                 |
| Sir James Clark (Leibarzt von Königin Victoria) | Robin Soans        | Peter Groeger                                        |
| Herzog von Wellington                           | Peter Bowles       | Lothar Blumhagen                                     |
| Lord Alfred Paget                               | Jordan Waller      | Tim Knauer                                           |
| Lady Flora Hastings                             | Alice Orr-Ewing    | Melanie Isakowitz                                    |
| Großfürst                                       | Daniel Donskoy     | Konrad Bösherz                                       |
| Erzbischof von Canterbury                       | Peter Ivatts       | Georg Tryphon                                        |
| Lord Hastings                                   | Julian Finnigan    | Sven Gerhardt                                        |
| Lordkanzler                                     | Richard Dixon      | Ulrich Blöcher                                       |
| Lord Sutherland / Herzog von Sutherland         | Tom Price          | Florian Hoffmann                                     |
| Rattenfänger                                    | Dan Carey          | Tino Kießling                                        |
| Prinz Georg                                     | Nicholas Agnew     | Fabian Kluckert                                      |
| Prinz Albert von Sachsen-Coburg und Gotha       | Tom Hughes         | Arne Stephan                                         |
| Löhlein                                         | Basil Eidenbenz    | Julius Jellinek                                      |
| Eliza                                           | Samantha Colley    | Vera Bunk                                            |
| Rowland Hill                                    | Ben Abell          | Detlef Bierstedt                                     |
| Prinz Ernst von Sachsen-Coburg und Gotha        | David Oakes        | David Turba                                          |
| Gretchen                                        | Carolin Stoltz     | Ute Noack                                            |
| Herzog von Sachsen-Coburg und Gotha             | Andrew Bicknell    | Dieter Memel                                         |
| Lord Chamberlain                                | Simon Paisley Day  | Nicolas Böll                                         |
| Herzog von Sussex                               | David Bamber       | Lutz Mackensy                                        |
| Anson                                           | Robert MacPherson  | Marcel Collé                                         |
| Buxton                                          | Terence Beesley    | Roland Hemmo                                         |
| Lady Beatrice Gifford                           | Annabel Mullion    | Andrea Aust                                          |
| Sir Piers Gifford                               | James Wilby        | Kaspar Eichel                                        |
| Ingenieur                                       | Ryan Pope          | Viktor Neumann                                       |
| Edward Oxford                                   | Harry McEntire     | Fabian Hollwitz                                      |
| Abigail Owen                                    | Aoife Kennan       | Marieke Oeffinger                                    |
| Polizeiinspektor                                | John Hodgkinson    | Reinhard Scheunemann                                 |
| Kapitän Childers                                | Andrew Scarborough | Joachim Kaps                                         |
| Herzogin von Buccleuch                          | Diana Rigg         | Arianne Borbach                                      |
| Wilhelmina Coke                                 | Bebe Cave          | Daniela Molina                                       |
| Miss Cleary                                     | Tilly Steele       | Jenny Maria Meyer                                    |
| Edward Drummond                                 | Leo Suter          | Ricardo Richter                                      |
| Louis-Philippe I. (Staffel 2)                   | Bruno Wolkowitch   | Erik Schäffler                                       |
| Robert Traill                                   | Martin Compston    | Martin Kautz                                         |
| George Murray, 6. Duke of Atholl                | Denis Lawson       | Rainer Gerlach                                       |
| Charles, Duke of Monmouth                       | Nicholas Audsley   | Julien Haggège                                       |
| Abigail Turner                                  | Sabrina Bartlett   | Marie-Isabel Walke                                   |
| Joseph Weld                                     | David Burnett      | Stefan Bräuler                                       |
| Feodora zu Leiningen                            | Kate Fleetwood     | Aline Staskowiak                                     |
| Louis-Philippe I. (Staffel 3)                   | Vincent Regan      | Erik Schäffler                                       |
| Sophie, Duchess of Monmouth                     | Lily Travers       | Yvonne Greitzke                                      |
| Lord John Russell                               | John Sessions      | Jürgen Kluckert                                      |
| Lord Palmerston                                 | Laurence Fox       | Markus Pfeiffer                                      |
| Prinzessin Vicky (Staffel 3)                    | Louisa Bay         | Merle Rebstock                                       |
| Prinz Bertie (Staffel 3)                        | Laurie Shepherd    | Manik Gaschina                                       |
| Dr. John Snow                                   | Sam Swainsbury     | Rainer Fritzsche                                     |
| Mr. Caine                                       | Edwin Thomas       | Jaron Löwenberg                                      |
| Sarah Forbes                                    | Zaris-Angel Hator  | NN                                                   |

## Produktion

### Verfilmung
Die meisten Außenaufnahmen von Victoria wurden in Yorkshire gedreht. Die Innenräume vom Castle Howard wurden als Kensington Palace dargestellt, Harewood House als Buckingham Palace, außerdem wurden Bramham Park und Wentworth Woodhouse für beides genutzt. Carlton Towers wird als Windsor Castle genutzt, während Beverley Minster Westminster Abbey darstellt. Andere Drehorte sind Wentworth Woodhouse, Allerton Castle, Newby Hall und Whitby pier. Church Fenton Studios, ein umgebauter Flugzeughangar nahe Selby wurde benutzt, um einige der Innenräume des Buckingham Palace darzustellen.

### Entwicklung
Laut einer Rede von Daisy Goodwin im Oktober 2016 wurde ein Weihnachtsspecial für 2016 vorgeschlagen, dieses jedoch von ITV abgelehnt; dafür sollte es 2017 ein Weihnachtsspecial geben, da Victorias Beliebtheit durch die Zuschauerzahlen nachgewiesen wurde.
Im September 2016 wurden eine zweite Staffel von Victoria und ein Weihnachtsspecial für 2017 bestätigt, beides wurde 2017 gezeigt. Laut ITV sollten insgesamt sechs Staffeln produziert werden, jedoch sollte die Hauptdarstellerin für die späteren Staffeln wohl ausgetauscht werden. Nach der 3. Staffel wurde 2019 allerdings nicht mehr weiter gedreht.

### Musik
Das Titellied wurde von Martin Phipps geschrieben und von den Mediæval Bæbes interpretiert. Phipps schrieb und inszenierte außerdem die Musik für die ersten Episoden. Für die späteren Episoden übernahm dies Ruth Barrett.

## Episodenliste

### Staffel 1
| Nr. (ges.) | Nr. (St.) | Deutscher Titel               | Originaltitel        | Erstausstrahlung UK | Deutschsprachige Erstausstrahlung (D/A) | Regie             | Drehbuch      |
| ---------- | --------- | ----------------------------- | -------------------- | ------------------- | --------------------------------------- | ----------------- | ------------- |
| 1          | 1         | Puppe 123                     | Doll 123             | 28. Aug. 2016       | 25. Dez. 2016                           | Tom Vaughan       | Daisy Goodwin |
| 2          | 2         | Hofdamen                      | Ladys in Waiting     | 29. Aug. 2016       | 25. Dez. 2016                           | Tom Vaughan       | Daisy Goodwin |
| 3          | 3         | Brocket Hall                  | Brocket Hall         | 4. Sep. 2016        | 26. Dez. 2016                           | Tom Vaughan       | Daisy Goodwin |
| 4          | 4         | Ein Prinz wie ein Uhrwerk     | The Clockwork Prince | 11. Sep. 2016       | 26. Dez. 2016                           | Sandra Goldbacher | Daisy Goodwin |
| 5          | 5         | Eine gewöhnliche Frau         | An Ordinary Woman    | 18. Sep. 2016       | 27. Dez. 2016                           | Sandra Goldbacher | Daisy Goodwin |
| 6          | 6         | Die Position des Prinzgemahls | The Queen’s Husband  | 25. Sep. 2016       | 28. Dez. 2016                           | Oliver Blackburn  | Daisy Goodwin |
| 7          | 7         | Die Weichen werden gestellt   | The Engine of Change | 2. Okt. 2016        | 29. Dez. 2016                           | Oliver Blackburn  | Guy Andrews   |
| 8          | 8         | Young England                 | Young England        | 9. Okt. 2016        | 30. Dez. 2016                           | Oliver Blackburn  | Daisy Goodwin |

### Staffel 2
| Nr. (ges.) | Nr. (St.) | Deutscher Titel             | Originaltitel            | Erstausstrahlung UK | Deutschsprachige Erstausstrahlung (D/A) | Regie              | Drehbuch        |
| ---------- | --------- | --------------------------- | ------------------------ | ------------------- | --------------------------------------- | ------------------ | --------------- |
| 9          | 1         | Die Tochter eines Soldaten  | A Soldier’s Daughter     | 27. Aug. 2017       | 25. Dez. 2017                           | Lisa James Larsson | Daisy Goodwin   |
| 10         | 2         | Das grünäugige Scheusal     | The Green-Eyed Monster   | 3. Sep. 2017        | 25. Dez. 2017                           | Lisa James Larsson | Daisy Goodwin   |
| 11         | 3         | Schuss und Kette            | Warp and Weft            | 10. Sep. 2017       | 26. Dez. 2017                           | Geoffrey Sax       | Daisy Goodwin   |
| 12         | 4         | Die Sünden der Väter        | The Sins of the Father   | 17. Sep. 2017       | 26. Dez. 2017                           | Geoffrey Sax       | Ottilie Wilford |
| 13         | 5         | Ein königliches Arrangement | Entente Cordiale         | 24. Sep. 2017       | 27. Dez. 2017                           | Jim Loach          | Daisy Goodwin   |
| 14         | 6         | Glaube, Liebe, Hoffnung     | Faith, Hope & Charity    | 1. Okt. 2017        | 27. Dez. 2017                           | Jim Loach          | Daisy Goodwin   |
| 15         | 7         | Königin der Schotten        | The King Over the Water  | 8. Okt. 2017        | 28. Dez. 2017                           | Daniel O’Hara      | Ottilie Wilford |
| 16         | 8         | Gewissensentscheidungen     | The Luxury of Conscience | 15. Okt. 2017       | 28. Dez. 2017                           | Daniel O’Hara      | Daisy Goodwin   |
| 17         | 9         | Das Fest der Liebe          | Comfort and Joy          | 25. Dez. 2017       | 29. Dez. 2017                           | Jim Loach          | Daisy Goodwin   |

### Staffel 3
| Nr. (ges.) | Nr. (St.) | Deutscher Titel                              | Originaltitel                             | Erstausstrahlung UK | Deutschsprachige Erstausstrahlung (D/A) | Regie         | Drehbuch        |
| ---------- | --------- | -------------------------------------------- | ----------------------------------------- | ------------------- | --------------------------------------- | ------------- | --------------- |
| 18         | 1         | Schwer ruht das Haupt, das eine Krone drückt | Uneasy Lies the Head that Wears the Crown | 13. Jan. 2019       | 23. Dez. 2019                           | Geoffrey Sax  | Daisy Goodwin   |
| 19         | 2         | Londons Brücke hat ein Loch                  | London Bridge is Falling Down             | 20. Jan. 2019       | 23. Dez. 2019                           | Geoffrey Sax  | Daisy Goodwin   |
| 20         | 3         | Und in Arkadien                              | Et in Arcadia                             | 27. Jan. 2019       | 24. Dez. 2019                           | Geoffrey Sax  | Guy Andrews     |
| 21         | 4         | Fremdkörper                                  | Foreign Bodies                            | 3. Feb. 2019        | 24. Dez. 2019                           | Chloe Thomas  | Ottilie Wilford |
| 22         | 5         | Bild der Einigkeit                           | A Show of Unity                           | 10. Feb. 2019       | 25. Dez. 2019                           | Chloe Thomas  | Guy Andrews     |
| 23         | 6         | Coburger Quartett                            | A Coburg Quartet                          | 17. Feb. 2019       | 25. Dez. 2019                           | Chloe Thomas  | Daisy Goodwin   |
| 24         | 7         | Öffentliches Ärgernis                        | A Public Inconvenience                    | 24. Feb. 2019       | 26. Dez. 2019                           | Delyth Thomas | Ottilie Wilford |
| 25         | 8         | Der weiße Elefant                            | The White Elephant                        | 3. März 2019        | 26. Dez. 2019                           | Delyth Thomas | Daisy Goodwin   |